# Gittelde
Gittelde is een ortsteil van de Duitse gemeente Bad Grund (Harz) in de deelstaat Nedersaksen. Het dorp Teichhütte behoort tot Gittelde. Tot 1 maart 2013 was Gittelde een zelfstandige gemeente in de Landkreis Osterode am Harz en werkte samen in de Samtgemeinde Bad Grund (Harz).
- Bibliothèque nationale de France: cb13568661g (data)
- Gemeinsame Normdatei: 4482657-6
- Système universitaire de documentation: 066838924
- Virtual International Authority File: 247821833